# Beaufort-en-Vallée
Beaufort-en-Vallée és un municipi francès situat al departament de Maine i Loira i a la regió de País del Loira. L'any 2007 tenia 5.947 habitants.

## Demografia

### Població
El 2007 la població de fet de Beaufort-en-Vallée era de 5.947 persones. Hi havia 2.298 famílies de les quals 604 eren unipersonals (239 homes vivint sols i 365 dones vivint soles), 771 parelles sense fills, 760 parelles amb fills i 163 famílies monoparentals amb fills.
La població ha evolucionat segons el següent gràfic:
Habitants censats

### Habitatges
El 2007 hi havia 2.511 habitatges, 2.341 eren l'habitatge principal de la família, 47 eren segones residències i 123 estaven desocupats. 2.166 eren cases i 335 eren apartaments. Dels 2.341 habitatges principals, 1.440 estaven ocupats pels seus propietaris, 862 estaven llogats i ocupats pels llogaters i 39 estaven cedits a títol gratuït; 44 tenien una cambra, 183 en tenien dues, 363 en tenien tres, 653 en tenien quatre i 1.099 en tenien cinc o més. 1.713 habitatges disposaven pel capbaix d'una plaça de pàrquing. A 987 habitatges hi havia un automòbil i a 1.080 n'hi havia dos o més.

### Piràmide de població
La piràmide de població per edats i sexe el 2009 era:
| Homes | Edats   | Dones |
| ----- | ------- | ----- |
| 0     | 95 o +  | 0     |
| 12    | 90 a 94 | 32    |
| 48    | 85 a 89 | 64    |
| 36    | 80 a 84 | 36    |
| 84    | 75 a 79 | 116   |
| 84    | 70 a 74 | 112   |
| 116   | 65 a 69 | 144   |
| 108   | 60 a 64 | 136   |
| 76    | 55 a 59 | 100   |
| 172   | 50 a 54 | 144   |
| 204   | 45 a 49 | 228   |
| 192   | 40 a 44 | 180   |
| 208   | 35 a 39 | 220   |
| 180   | 30 a 34 | 160   |
| 176   | 25 a 29 | 208   |
| 120   | 20 a 24 | 148   |
| 188   | 15 a 19 | 176   |
| 276   | 10 a 14 | 228   |
| 176   | 5 a 9   | 216   |
| 140   | 0 a 4   | 116   |

## Economia
El 2007 la població en edat de treballar era de 3.627 persones, 2.752 eren actives i 875 eren inactives. De les 2.752 persones actives 2.475 estaven ocupades (1.302 homes i 1.173 dones) i 277 estaven aturades (128 homes i 149 dones). De les 875 persones inactives 363 estaven jubilades, 261 estaven estudiant i 251 estaven classificades com a «altres inactius».

### Ingressos
El 2009 a Beaufort-en-Vallée hi havia 2.459 unitats fiscals que integraven 6.219 persones, la mediana anual d'ingressos fiscals per persona era de 16.386 €.

### Activitats econòmiques
Dels 282 establiments que hi havia el 2007, 2 eren d'empreses extractives, 6 d'empreses alimentàries, 1 d'una empresa de fabricació de material elèctric, 1 d'una empresa de fabricació d'elements pel transport, 13 d'empreses de fabricació d'altres productes industrials, 40 d'empreses de construcció, 73 d'empreses de comerç i reparació d'automòbils, 14 d'empreses de transport, 17 d'empreses d'hostatgeria i restauració, 3 d'empreses d'informació i comunicació, 14 d'empreses financeres, 12 d'empreses immobiliàries, 34 d'empreses de serveis, 33 d'entitats de l'administració pública i 19 d'empreses classificades com a «altres activitats de serveis».
Dels 80 establiments de servei als particulars que hi havia el 2009, 1 era una oficina d'administració d'Hisenda pública, 1 gendarmeria, 1 oficina de correu, 6 oficines bancàries, 2 funeràries, 8 tallers de reparació d'automòbils i de material agrícola, 3 tallers d'inspecció tècnica de vehicles, 2 autoescoles, 12 guixaires pintors, 9 fusteries, 7 lampisteries, 4 electricistes, 1 empresa de construcció, 6 perruqueries, 2 veterinaris, 1 agència de treball temporal, 5 restaurants, 7 agències immobiliàries i 2 salons de bellesa.
Dels 31 establiments comercials que hi havia el 2009, 3 eren supermercats, 2 grans superfícies de material de bricolatge, 1 una botiga de menys de 120 m², 3 fleques, 2 carnisseries, 2 llibreries, 6 botigues de roba, 2 botigues d'equipament de la llar, 3 sabateries, 1 una botiga d'electrodomèstics, 2 botigues de mobles, 1 una joieria i 3 floristeries.
L'any 2000 a Beaufort-en-Vallée hi havia 68 explotacions agrícoles que ocupaven un total de 2.142 hectàrees.

## Equipaments sanitaris i escolars
El 2009 hi havia 1 hospital de tractaments de curta durada, 1 hospital de tractaments de mitja durada (seguiment i rehabilitació), 2 farmàcies i 1 ambulància.
El 2009 hi havia 1 escola maternal i 3 escoles elementals. Beaufort-en-Vallée disposava d'un col·legi d'educació secundària amb 664 alumnes.

## Poblacions més properes
El següent diagrama mostra les poblacions més properes.